# Claus Riiber
Claus Nissen Riiber, född 25 april 1867 i Romedal, död 3 augusti 1936 i Trondheim, var en norsk kemist. 
Riiber blev student 1885 och studerade från 1887 kemi. Åren 1899–1902 vistades han med offentligt stipendium i Berlin för att studera organisk kemi vid tekniska högskolan. Han var 1899–1910 universitetsstipendiat i organisk kemi; sistnämnda år blev han dr. phil. på avhandlingen Bidrag til kendskabet af de umættede organiske forbindelser, och utnämndes 1911 till professor i samma ämne vid tekniska högskolan i Trondheim, åren 1923–25 var han även högskolans rektor. 
Vid sidan av sina vetenskapliga studier var Riiber mycket anlitad i praktisk verksamhet, bland annat som driftskemist vid Oslo aktie-ølbryggeri och överkontrollör vid malt- och brännvinsframställningen (1896–99); dessutom var han 1901–10 finans- och tulldepartementets kemiske konsulent i tullfrågor och samtidigt föreståndare för tullaboratoriet. Under den första tiden (1903–04) var han ledare för den kemiska delen av Kristian Birkelands och Sam Eydes försök att tillvarata luftens kväve. Förutom ovannämnd doktorsavhandling publicerade Riiber en lång rad arbeten inom bryggerikemi samt analytisk och organisk kemi. År 1927 tilldelades han Fridtjof Nansens belønning for fremragende forskning.